# 莫里斯·邁可·史蒂芬斯
莫里斯·邁可·史蒂芬斯（英語：Maurice Michael Stephens，1919年10月20日—2004年9月23日），英國皇家空軍退役上校，誕生於英屬印度時期的蘭契，為第二次世界大戰期間英國王牌飛行員之一，戰績包括擊落機數17架、共同擊落機數3架、可能擊落機數1架及擊損機數5架:p93。